# 广兴镇 (重庆市)
广兴镇，是中华人民共和国重庆市江津区下辖的一个乡镇级行政单位。

## 行政区划
广兴镇下辖以下地区：
时化街社区、广岳村、沿河村、彭桥村和红塘村。